# Bolbapium baeri
Bolbapium baeri is een keversoort uit de familie mesttorren (Geotrupidae). De wetenschappelijke naam van de soort werd in 1902 gepubliceerd door Antoine Boucomont.